# 미쓰비시후소 F계 트럭
미쓰비시후소 F계 트럭(일본어: 三菱ふそう・Fシリーズ 미츠비시 후소오 에후 시리이즈[*])은 일본 미쓰비시후소트럭 버스사가 생산했던 대형 트럭이다. 대한민국의 경우 현대자동차가 1977년부터 1985년까지 일본 미쓰비시후소트럭 버스사와 기술 제휴를 통해서 현대 대형트럭 모델을 생산한 바가 있다.

## 개요
1973년 12월에 미쓰비시후소 T계 트럭 모델의 후속으로 출시되었다. 출시 당시 V형 엔진 6기통 사양인 6DC2형과 8기통 사양인 8DC2형, 8DC6형이 탑재되었다. 1974년 육상자위대 전용 모델인 74식 특대형트럭 생산이 시작되었다. 출시 당시 엔진은 10DC형이 탑재되었다. 1975년에 엔진 모델이 개량화가 되었다. 1976년에 8톤 사양인 FP형 모델이 출시되었다. 1977년에 저상형이자 4축 차량인 FS119형이 출시되었다. 1979년에 마이너 체인지로 프론트그릴이 변경되었고, 그와 동시에 새롭게 개발된 8DC9형 엔진을 탑재했다. 1983년에 풀체인지 모델인 미쓰비시후소 더 그레이트 모델이 출시되면서 단종되었다.

## 라인업
- FP (4×2) (트랙터 사양, 4×2)
- FS (8×4)
- FT (6×2)
- FU (6×2)
- FV
- FV-R (6×4)
- FN
- FR (제설차 사양, 4×4)
- FW (제설차 사양, 6×6)
- FX (제설차 사양, 8×8)